# Stora retorikpriset
Stora retorikpriset är ett pris som delas ut en gång om året i mars, till en person som enligt statuterna "med sitt uttryck har gjort intryck". Priset avser att höja uppmärksamheten på ämnet retorik i allmänhet och återinföra ämnet retorik i grundskolan i synnerhet.
Priset instiftades 2008 av Barbro Fällman, VD för Retorikcentrum i Sverige AB. 2019 blev Klara Härgestam, retoriker som driver företaget Klara Besked, ny juryordförande.

## Pristagare
- 2008 – Stavros Louca
- 2010 – Lasse Granqvist
- 2011 – Pia Johansson
- 2012 – Jason Diakité
- 2013 – Jessika Gedin
- 2014 – Christopher O'Regan
- 2015 – Ulrika Knutson
- 2016 – Sissela Kyle
- 2017 – Magdalena Ribbing
- 2018 – Uppehåll i prisutdelningen
- 2019 – Henrik Schyffert
- 2020 – Ola Rosling och Anna Rosling Rönnlund[1]
- 2021 – Erik Niva[2]
- 2022 – Katrine Marçal[3]
- 2023 – Nassim Al Fakir[4]
- 2024 – Cecilia Düringer[5]
- 2025 – Amat Levin[6]

## Juryn
Juryn förnyades 2019 och består förutom Klara Härgestam och Barbro Fällman av följande personer: 
- Andreas Utterström, journalist och kommunikationskonsult
- Maria Rankka, Partner Brunswick Group och tidigare VD för Svenska Handelskammaren
- Vilhelm Hanzén, PR-konsult och grundare av Gul PR
- Jakob Stenberg, Redaktör och poddproducent